# Ambiévillers
Ambiévillers ist eine französische Gemeinde Département Haute-Saône in der Region Bourgogne-Franche-Comté.

## Geographie
Ambiévillers liegt auf einer Höhe von 275 m über dem Meeresspiegel, acht Kilometer nordöstlich von Vauvillers und etwa 40 Kilometer nördlich der Stadt Vesoul (Luftlinie). Das Dorf erstreckt sich im äußersten Norden des Departements, am Rand eines Plateaus nördlich des Tals des Côney, südlich der Waldhöhen des Grand Bois. Ambiévillers ist die nördlichste Gemeinde des Départements Haute-Saône.
Die Fläche des 12,30 km² großen Gemeindegebiets umfasst einen Abschnitt in der gewellten Landschaft östlich des oberen Saônetals. Die südliche Grenze bildet stets der Côney, der hier mehrere Flussschleifen zeichnet und für die Entwässerung nach Westen zur Saône sorgt. Parallel nördlich des Flusses verläuft die Wasserstraße des Canal de l’Est. Die Alluvialniederung liegt durchschnittlich auf 245 m und weist eine Breite von maximal 500 Metern auf.
Vom Flusslauf erstreckt sich das Gemeindeareal nordwärts über einen Steilhang auf das angrenzende Plateau, das eine Höhe von 290 m erreicht. Landwirtschaftliche Nutzung herrscht hier vor. Weiter nach Norden dominieren ausgedehnte Waldungen.  Eine rund 150 m hohe Geländestufe leitet zur Hochfläche des Grand Bois über, auf der mit 492 m die höchste Erhebung von Ambiévillers erreicht wird. Die östliche Abgrenzung verläuft teils entlang dem Ruisseau de la Fresse und dessen Zufluss Ruisseau du Bon Vin. Das Talsystem mündet östlich des Ortes in das Tal des Côney. Mit einem schmalen Zipfel reicht der Gemeindeboden nordwestlich der Hochfläche des Grand Bois in das Tal des Ruisseau du Morillon, eines weiteren rechten Zuflusses des Côney. Hier befindet sich auch der Étang du Morillon. In geologisch-tektonischer Hinsicht besteht das Gelände aus Buntsandstein der unteren Trias.
Zu Ambiévillers gehört der Weiler Le Morillon (320 m) im Tal des Ruisseau du Morillon westlich des Grand Bois. Nachbargemeinden von Ambiévillers sind Hennezel und Gruey-lès-Surance im Norden, Fontenoy-le-Château und Montmotier im Osten, Mailleroncourt-Saint-Pancras im Süden sowie Pont-du-Bois und Passavant-la-Rochère im Westen.

## Geschichte
Im Mittelalter gehörte Ambiévillers zur Freigrafschaft Burgund und darin zum Gebiet des Bailliage d’Amont. Die lokale Herrschaft hatten die Herren von Vauvillers inne. Während des Dreißigjährigen Krieges wurde der Ort 1636 von Truppen des Herzogs Bernhard von Sachsen-Weimar heimgesucht, wobei zahlreiche Bewohner getötet wurden. Zusammen mit der Franche-Comté gelangte Ambiévillers mit dem Frieden von Nimwegen 1678 definitiv an Frankreich.

## Sehenswürdigkeiten
Die Kirche Saint-Barthélemy von Ambiévillers wurde 1830 neu erbaut und beherbergt Altäre aus dem 18. Jahrhundert sowie eine Statuette des heiligen Bartholomäus (17. Jahrhundert). Auf dem Dorfplatz bei der Mairie stehen ein Calvaire (18. Jahrhundert) und ein überdachtes Lavoir, das einst als Brunnen, Waschhaus und Viehtränke diente. Ein weiteres Lavoir befindet sich in der Grande rue an der Abzweigung der Straße nach Peu-d’Aquet. Zu den weiteren Sehenswürdigkeiten zählen das Mausolée Régional de la Libération an der Straße nach Vauvillers und das Château de Freland auf einem schmalen Vorsprung über einer Flussschleife des Côney. Es wurde im 19. Jahrhundert als Wohnsitz des Besitzers der Schmiedewerke errichtet, ist aber in Privatbesitz und für Besucher gesperrt.

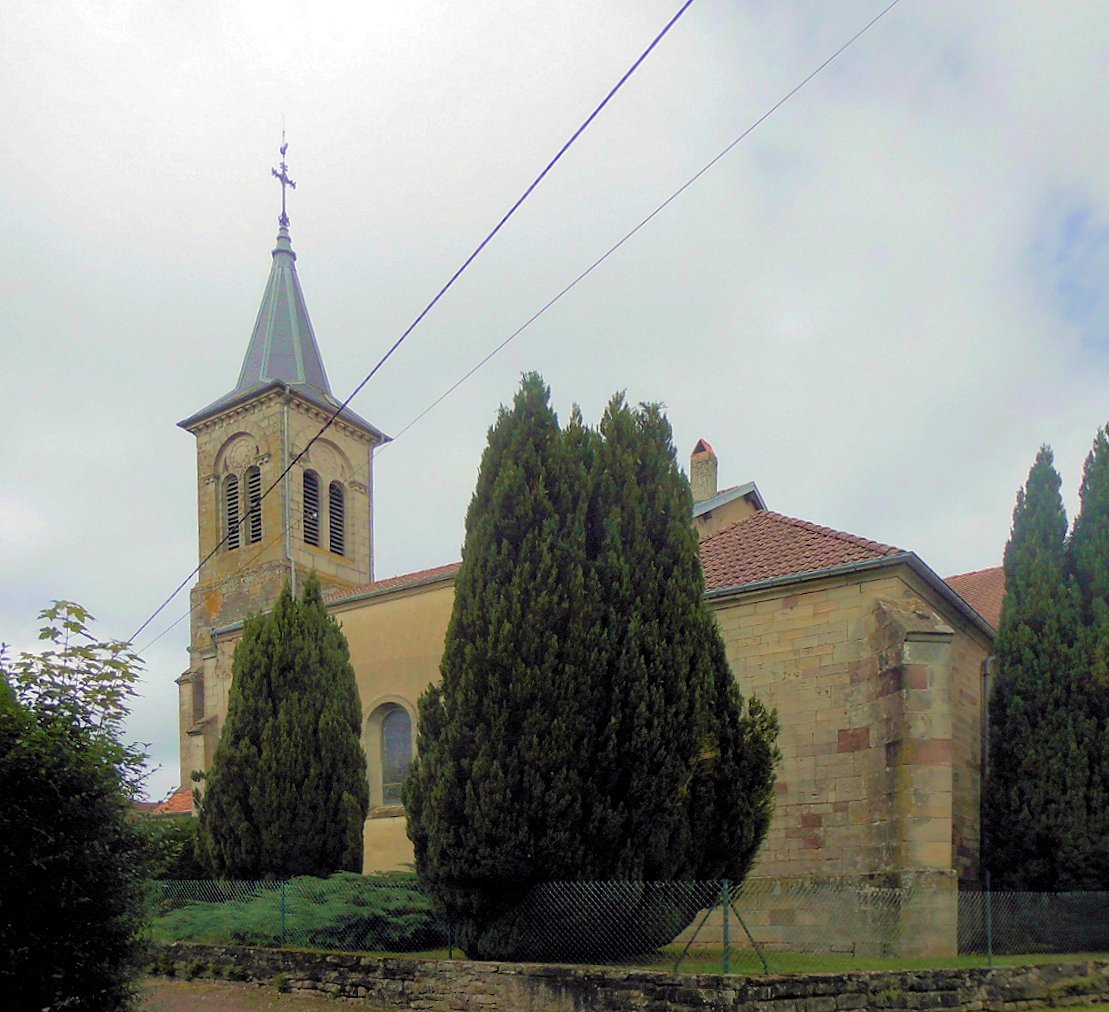
Kirche Saint-Barthélemy
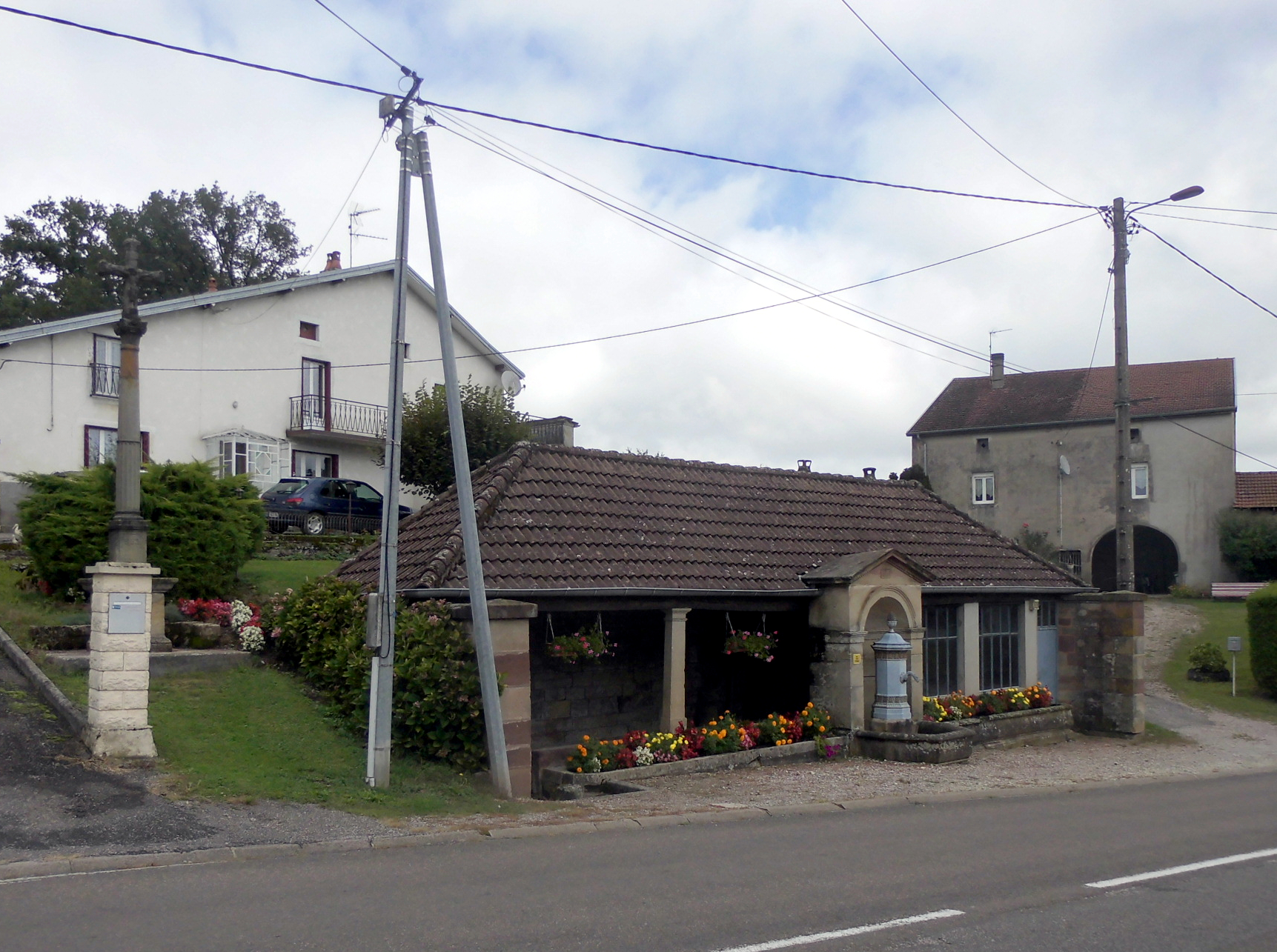
Lavoir Grande rue 33
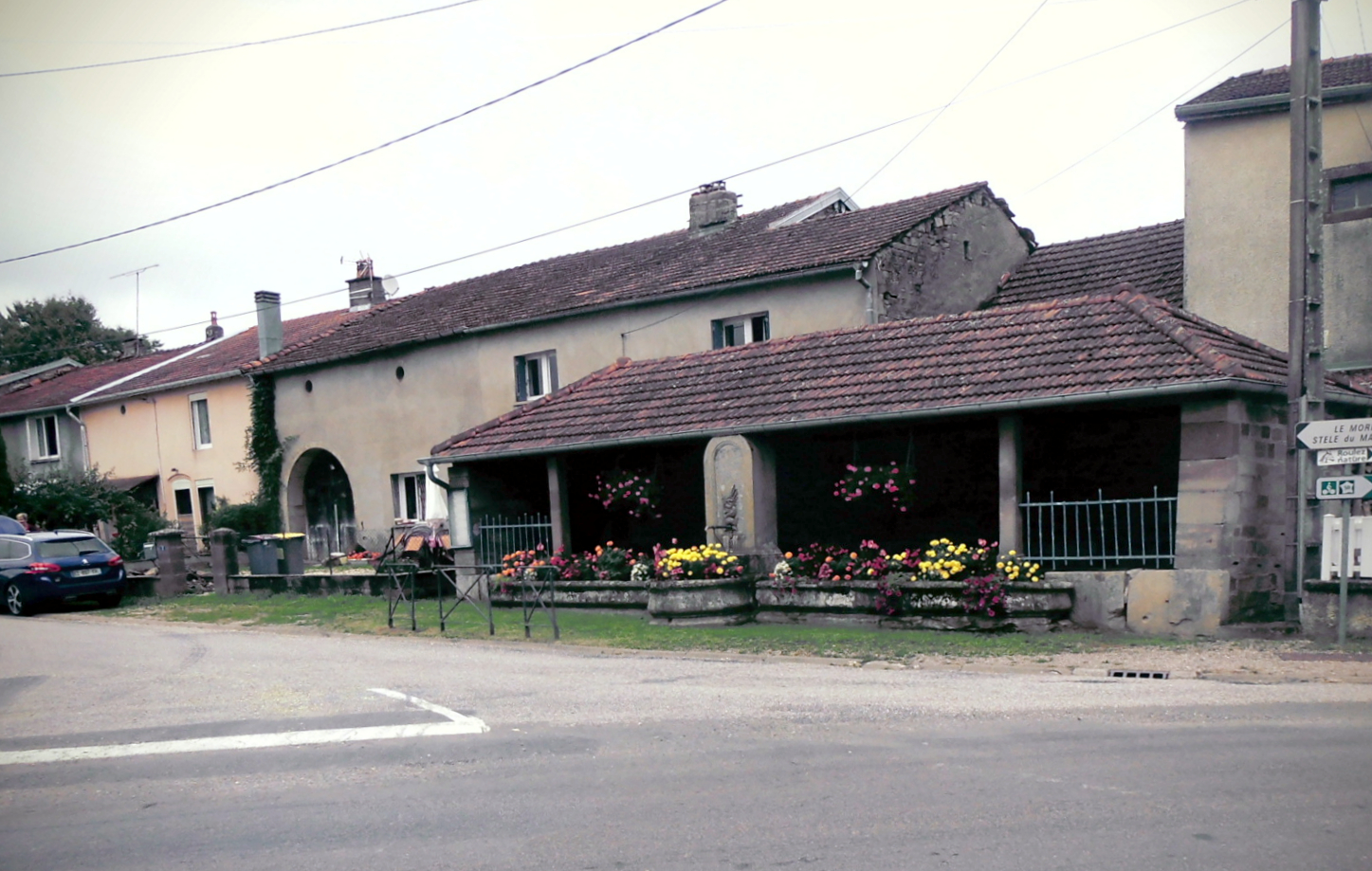
Lavoir Grande rue 17

## Bevölkerung
| Jahr                       | 1962 | 1968 | 1975 | 1982 | 1990 | 1999 | 2006 | 2014 | 2020 |
| Einwohner                  | 186  | 158  | 115  | 99   | 107  | 106  | 88   | 80   | 66   |
| Quellen: Cassini und INSEE |      |      |      |      |      |      |      |      |      |

Mit 73 Einwohnern (1. Januar 2022) gehört Ambiévillers zu den kleinsten Gemeinden des Départements Haute-Saône. Nachdem die Einwohnerzahl in der ersten Hälfte des 20. Jahrhunderts markant abgenommen hatte (1881 wurden noch 453 Personen gezählt), wurden seit Mitte der 1970er Jahre nur noch relativ geringe Schwankungen verzeichnet.

## Wirtschaft und Infrastruktur
Ambiévillers war lange Zeit ein vorwiegend durch die Landwirtschaft (Ackerbau, Weinbau und Viehzucht) und die Forstwirtschaft geprägtes Dorf. Später bestimmten das Schmiedewerk und eine Glashütte das wirtschaftliche Leben des Ortes. Heute gibt es einige Betriebe des lokalen Kleingewerbes. In den letzten Jahrzehnten hat sich das Dorf zu einer Wohngemeinde gewandelt. Viele Erwerbstätige sind deshalb Wegpendler, die in den größeren Ortschaften der Umgebung ihrer Arbeit nachgehen.
Die Ortschaft liegt abseits der größeren Durchgangsachsen an einer Departementsstraße, die von Vauvillers nach Bains-les-Bains führt. Weitere Straßenverbindungen bestehen mit Pont-du-Bois und Hennezel.